# Juliet Wilson Bareau
Pour les articles homonymes, voir Bareau.
Juliet Wilson Bareau (1935) est une historienne de l'art britannique, spécialiste de Goya et de Manet principalement.

## Biographie
Avec Manuela Mena elle proposa de modifier l'attribution de peintures telles que La Laitière de Bordeaux qu'elles attribuèrent à Rosario Weiss (fille de Léocadie Weiss, gouvernante de Goya). Elle refuse aussi l'attribution à Goya de Le Colosse, actuellement considéré comme « un suiveur de Goya » et catalogué comme « attribué à Goya » par le musée du Prado.
Juliet Wilson Bareau parle du peintre aragonais en ces termes :

« Goya était un homme très vif et intelligent [...] Je n'ai jamais cru à cette idée que ce ne fut qu'à partir de ses 50 ans qu'il se découvrit grand artiste. je cherche toujours le sens de toutes ses œuvres, même religieuses. Je n'aime pas parler de génie parce que c'est un terme utilisé à la légère, et on ne regarde pas les génies. Dans son œuvre tout a une unité et un sens ; c'est un peintre qui est incapable de faire une mauvaise œuvre. Chaque fois qu'il a un pinceau à la main, il s'exprime avec toute son intelligence et son enthousiasme, avec une qualité surprenante. C'est un homme absolument complet, qui est passionné par la chasse, la poursuite ou qui se promène dans les rues de Paris pour tout voir et tout comprendre. »

En 1970, elle publia, avec Pierre Gassier, « le meilleur et le plus complet des catalogues de Goya » traduit ensuite en anglais et en espagnol.

## Publications notables
- Pierre Gassier et Juliet Wilson Bareau, Vie et œuvre de Francisco Goya, Paris, Office Du Livre Edition Vilo, 1970 (ISBN 9782826401018).
- (es) Nigel Glendinning, Francisco de Goya, Madrid, Arlanza, 2005 (ISBN 84-95503-40-9).
- (es) Juliet Wilson Bareau et Manuela B. Mena Marqués, El capricho y la invención: cuadros de gabinete, bocetos y miniaturas, Madrid, Museo del Prado, 1995 (ISBN 84-87317-24-3).
- (an) Juliet Wilson Bareau, Géneviève Lacambre (dir.) et Gary Tinterwo (dir.), Manet/Velázquez: The French Taste for Spanish Painting, Paris/New York, Musée d'Orsay / Metropolitan Museum, 2003 (ISBN 9781588390387), « Goya and France ».
- (an) Juliet Wilson Bareau et Stephanie Buck, Goya: The Witches and Old Women Album, Londres, Paul Holberton Publishing, 2020 (ISBN 978-1907372766).